# Josef Punzert
Josef Kurt Punzert (* 6. Oktober 1894 in Voitsberg; † 21. Oktober 1968 in Linz) war ein österreichischer Generalmajor und Politiker (FPÖ).

## Leben
Als Sohn eines Gerichtsvollziehers geboren, besuchte Punzert die Mittelschule in Voitsberg und absolvierte den Abiturientenkurs an der Handelsakademie. Er studierte Rechts- und Staatswissenschaften in Graz. Während seines Studiums wurde er 1913 Mitglied der Burschenschaft Germania Graz.
1914 wurde er Reservist der österreichischen Armee und diente als Einjährig-Freiwilliger im k.u.k. Landwehr-Infanterieregiment Nr. 3 und wurde Rekrut im k.u.k. Landwehr-Infanterieregiment Nr. 4. Am Ersten Weltkrieg nahm er von 1914 bis 1917 als Geschützführer und Batterie-Offizier im Feldartillerieregiment Nr. 122 teil, wobei er 1916 aktiviert und zum Leutnant der Reserve sowie 1917 zum Oberleutnant befördert wurde. Von 1918 bis 1920 diente er als Batterie-Offizier bei der Ersatz-Batterie im Feldartillerieregiment Nr. 154 bzw. bei der Volkswehr-Artillerie-Gruppe Graz. 1920 wurde Punzert in das österreichische Bundesheer übernommen. Von 1920 bis 1928 war er im leichten Artillerieregiment Nr. 5 eingesetzt, wo er 1924 zum Hauptmann befördert wurde. Von 1928 bis 1930 war er im Infanterieregiment Nr. 5 tätig. Nach seiner 1930 bestandenen Prüfung für den Höheren Dienst wurde er zum Stab des Brigade-Kommandos Nr. 5 versetzt, wo er 1934 zum Major befördert wurde. Von 1935 bis 1938 war er beim Stab des Kommandos der Österreichischen Luftstreitkräfte eingesetzt, bei dem er 1936 Oberstleutnant wurde.
1938 wurde er in die Deutsche Wehrmacht übernommen, trat in die Deutsche Luftwaffe ein und arbeitete bei der Abwicklungsstelle des Kommandos der Österreichischen Luftstreitkräfte. Im gleichen Jahr wurde er zum Jagdgeschwader 334, dann zur Flak-Abteilung 26 und zum Luftgau-Kommando VI und später im Jahr zum Luftgau-Kommando XVII abkommandiert. Von 1938 bis 1939 war er als Chef des Luftgau-Kommandos XVII eingesetzt, bevor er Offizier zur besonderen Verwendung des Reichsluftfahrtministeriums wurde. Er kam zur Aufklärungsgruppe 13 und wurde dann Kommandeur der Aufklärungsgruppe 31 und Kommandant des Fliegerhorstes Brieg. Von 1939 bis 1940 war er im Stab des Kommandeurs der Luftwaffe bei der Heeresgruppe C. Von 1940 bis 1941 wurde er im Stab des Generals der Luftwaffe bei der Heeresgruppe A eingesetzt und zum Oberst befördert. Von 1941 bis 1942 war er Chef des Stabes des Luftgau-Kommandos I, 1942 Chef des Stabes des Befehlshabers Südgriechenland. Von 1942 bis 1943 war er Kommandeur des Flak-Regiments 23. 1943 ging er in die Führerreserve beim Oberkommando der Luftwaffe beim Stab des Generals für den Personaleinsatz der Luftwaffe bzw. des Reichsluftfahrtministeriums. 1943 wurde er zum Generalmajor befördert und führte die 4. Flieger-Division. Von 1943 bis 1944 war er Fliegerführer 1 in Posen. Von 1944 bis 1945 gehörte er der Fliegerreserve beim Oberkommando der Luftwaffe an und kam 1945 zum Stab des Luftgau-Kommandos XVII nach Wien, wo er als Verbindungsoffizier zum Stellvertretenden General-Kommando des XVIII. Armeekorps tätig war. 1945 wurde er schließlich aus der Wehrmacht entlassen und kam in Haft ins Anhaltelager Glasenbach.
Nach dem Zweiten Weltkrieg erlernte Punzert das Goldschmiedehandwerk und baute sich eine eigene Werkstätte auf. Er engagierte sich beim Aufbau des Ringes freiheitlicher Wirtschaftstreibender, deren Ehrenobmann er später wurde. Punzert wurde Kammerrat der Handelskammer Oberösterreich und 1967 Kommerzialrat. Seit 1955 gehörte er dem Vorstand der Freiheitlichen Partei Oberösterreichs an. Er wurde Mitglied des Bundesparteivorstandes und der Bundesparteileitung der FPÖ. Von 1961 bis 1967 war er Linzer Gemeinderat und Stadtrat, seine Unterlagen befinden sich im Archiv der Stadt Linz. Punzert leitete das Gesundheitsreferat sowie das Referat für Städtische Friedhöfe und gehörte den Ausschüssen Finanz, Bau- und Straßenbau, Friedhöfe und der Personalkommission an. Von 1962 bis 1965 war er Mitglied des Stadtplanungsausschusses. Er war auch im Vorstand des Freiheitlichen Akademikerverbandes Oberösterreich und Obmannstellvertreter. Auf dem Burschentag der DBÖ 1963 in Bad Aussee hielt er die Totenrede. 1950 wurde er Ehrenmitglied der Burschenschaft Moldavia Wien, 1966 der Burschenschaft Markomannia Linz.

## Ehrungen
- Erster Weltkrieg
  - Signum Laudis in Silber und Bronze
  - Silberne Tapferkeitsmedaille
- Zweiter Weltkrieg
  - Eisernes Kreuz I und II
  - 1944: Deutsches Kreuz in Gold